# ظفر أنجم
ظفر أنجم مؤلف وصحفي ألف العديد من الكتب.  نشأ و تربى في سنغافورة .  

## أعماله
- إقبال: حياة شاعر وفيلسوف وسياسي (2014).[6] [7]
- عواصم الشركات الناشئة : اكتشاف النقاط الساخنة العالمية للابتكار (2014) [8]
- الوصايا العشر سنغافورة: حلقات في حياة المواهب الأجنبية (2012).[9]
- انبعاث ساتيام: عملاق تكنولوجيا المعلومات العالمي (2012).[10]
- كافكا وأورويل عن الصين: مقالات عن الهند والصين (2011) [11]